# 사토촌 (아이치현)
사토촌(里村)은 아이치현 헤키카이군에 설치되었던 촌이다. 현재의 안조시 북부에 해당한다.